# تک‌تیرانداز نخبه ۵
تک‌تیرانداز نخبه ۵ (به انگلیسی: Sniper Elite 5) یک بازی ویدئویی است؛ که در سال ۲۰۲۲ منتشر شد. «تک‌تیرانداز نخبه ۵» در پلت‌فرم‌های پلی‌استیشن ۵،پلی استیشن ۴،اکس‌باکس وان، ایکس‌باکس سری اکس و سری اس و مایکروسافت ویندوز منتشر شده‌ است.
البته در سال ۲۰۲۳ نسخه با تمام بسته های الحاقی به نام (Sniper Elite 5 Complete Edition) قرار گرفت داستان این سری در شمال فرانسه جریان دارد.

## داستان بازی
داستان بازی در مورد یکی از تک تیرانداز S.O.E بریتانیا نام «کارل فیربرن» است که به شمال فرانسه فرستاده شده است. داستان این قسمت به نسبت دو نسخه گذشته ی خود جدید تر است.
داستان در فرانسه روایت می‌شود زیرا در بازه ی زمانی ۱۹۴۴ آلمان نازی مناطق شمال فرانسه به نام دیوار آتلانتیک را تحت سیطره ی خود قرار داده بود. کارل فیربرن موظف می‌شود تا ژنرال «ابرالد مولر» را ترور کند و از پروژه ی محرمانه‌ای که روی آن کار می‌کند پرده بردارد مولر در حال ساخت پروژه ای تحت عنوان کراکن برای نابودی نیروهای متفقین در کانال انگلیس و ورود انها به خاک فرانسه جلوگیری کند.

### هیتلر
در مرحله ( The Target Fuhrer:Wolf Mountain) در بخش مراحل دانلودی بازی داستانی فرعی رخ می دهد ، کارل تک تیرانداز انگلیسی با نفوذ به نقطه‌ای در باواریا کوهای الپ که آشیانه گرگ قرار دارد سعی در یافتن هیتلر دارد! هیتلر رهبر نازی قرار است برای مدت کوتاهی به کوهستان برود تا از آنجا بازدید کند ، کارل با گذشتن از خندق‌ها و بالا رفتن از کوه به کوهستان نفوذ می‌کند پس از کشتن تعدادی از افسران نازی و و یافتن محل ملاقات با هیتلر حالا بازیکن می‌تواند با بیش از ۲۰ تله هیتلر را بکشد اما بعد می‌فهمد که او بدل هیتلر بوده.

## روند بازی
همان‌طور که از اسم بازی پیدا است مهم‌ترین اسلحه در این بازی تفنگ‌های تک تیرانداز است. که با توجه به دوران جنگ جهانی دوم اسلحه‌هایی مانند Srem 1 و M1903 در این بازی پیدا می‌شود؛ ولی در کنار تک تیرانداز، مسلسل‌های دستی (مانند Thompson M1 و Welgun)، کلت کمری، مین، دینامیت، نارنجک و مواد منفجره ی مختلف نیز وجود دارند که بسته به شرایط و سطح بازیباز ممکن است مورد استفاده قرار گیرند.
یکی از قابلیت‌های جدیدی که به بازی اضافه شده‌است حالت (Axis invasion) است که بازیکن می‌تواند به عنوان تک تیرانداز دشمن وارد نقشه دیگر بازیکنان بشود و آنهارا پا
مهم‌ترین موردی که در این بازی (و به‌طور کلی هر بازی منتشر شده از این سری) وجود دارد، انیمیشن ایکس_ری در این بازی است؛ زمانی‌که بازیباز با تفنگ تک تیرانداز دشمنی را هدف می‌گیرد انیمیشنی پخش شده و در آن استخوان‌ها و رگ و پی دشمن را نشان می‌دهد که با گلوله سوراخ می‌شود.
پنج درجهٔ سختی در این بازی وجود دارد که هر قدر این درجه سخت‌تر باشد دقت نشانه روی اسلحه بازیباز کمتر می‌شود و بازیباز باید درصد خطا را با نشانگری که در صفحه نشان داده می‌شود محاسبه کند.
یکی از قابلیت‌های شخصیت اصلی نگه داشتن نفس خود در هنگام نشانه روی است. این قابلیت زمانی کاربردی خواهد بود که زوم کافی در اختیار نیست یا دقت بالا مورد نیاز است؛ البته باید این نکته را هم در نظر داشت که نفسگیری مدت زمان محدودی دارد و اگر این مدت تمام شد زوم از بین خواهد رفت و بازیباز باید مدتی منتظر بماند تا خط مربوط به آن پر شود.
ویژگی جدیدی که در بازی وجود دارد مثل زدن دیکوی های که کلاه های بدلی بر روی جایی قرار می‌گیرد و باعث گمراه کردن اسنایپر های دشمن و شلیک به آن می‌شود با این ویژگی بازیکن لوکیشن اسنایپر دشمن را پیدا می‌کند.

## استقبال عمومی
استقبال از این بازی نسبت به سری قبلی بیشتر بود …
| گردآورنده  | امتیاز                                                       |
| ---------- | ------------------------------------------------------------ |
| گیم‌رنکینگز | (پی سی) ۸۹٫۸۵٪ (ایکس باکس وان) ۹۰٫۴۳٪ (پلی استیشن ۴) ۸۵/۱۰۰٪ |
| متاکریتیک  | (پی سی) ۸۱/۱۰۰ (پلی استیشن ۴) ۷۹/۱۰۰ (ایکس باکس وان) ۷۸/۱۰۰  |

| ناشر           | امتیاز |
| -------------- | ------ |
| سی‌وی‌جی         | 8.8/10 |
| یوروگیمر       | 7.9/10 |
| گیم اینفورمر   | 8.9/10 |
| گیم‌اسپات       | 8.6/10 |
| گیمز ریدار+    | [ ۱۱ ] |
| گیم‌تریلرز      | 8.8/10 |
| آی‌جی‌ان         | 8.9/10 |
| جویستیک        | [ ۱۴ ] |
| Hardcore Gamer | 4.5/5  |
| PC Gamer       | 90/100 |

## دنباله
در ۷ دسامبر ۲۰۲۳ ساخت دنباله‌ای به نام تک تیرانداز نخبه: مقاومت (به انگلیسی: Sniper Elite: Resistance) تأیید شد و اعلام شد این بازی در سال ۲۰۲۴ برای مایکروسافت ویندوز، پلی استیشن ۵ و ایکس باکس سری ایکس و سری اس عرضه می‌شود. اما در تاریخ ۱۰ اکتبر ۲۰۲۴ کریس و جیسون کینگزلی از اعضای شرکت ریبلیون این تاریخ را تا ۳۰ ژانویه ۲۰۲۵ تمدید نمودند. داستان بازی در کنار داستان نسخهٔ پنجم و در فرانسه روایت می‌شود.